# Drapac Professional Cycling/2014
Deze pagina geeft een overzicht van de Drapac Professional Cycling-wielerploeg in 2014.

## Algemeen
Algemeen manager: Jonathan Breekveldt
Ploegleiders: Henk Vogels, Agostino Giramondo
Fietsmerk: Swift

## Renners
| Naam               | Geboortedatum | Nationaliteit | Ploeg 2013                          |
| ------------------ | ------------- | ------------- | ----------------------------------- |
| Jack Anderson      | 02-06-1987    | Australië     | Team Budget Forklifts               |
| Jonathan Cantwell  | 08-01-1982    | Australië     | Team Saxo-Tinkoff                   |
| Will Clarke        | 11-04-1985    | Australië     | Argos-Shimano                       |
| Jai Crawford       | 04-08-1983    | Australië     | Huon Salmon-Genesys Wealth Advisers |
| Floris Goesinnen   | 30-10-1983    | Nederland     |                                     |
| Robbie Hucker      | 13-03-1990    | Australië     |                                     |
| Benjamin Johnson   | 07-01-1983    | Australië     | Geen                                |
| Jordan Kerby       | 15-08-1992    | Australië     | Christina Watches-Onfone            |
| Darren Lapthorne   | 04-03-1983    | Australië     |                                     |
| Travis Meyer       | 08-06-1989    | Australië     | Orica-GreenEdge                     |
| Lachlan Norris     | 21-01-1987    | Australië     | Team Raleigh                        |
| Thomas Palmer      | 28-06-1990    | Australië     |                                     |
| Adam Phelan        | 23-08-1991    | Australië     |                                     |
| Malcolm Rudolph    | 04-01-1989    | Australië     |                                     |
| Wesley Sulzberger  | 20-10-1986    | Australië     | Orica-GreenEdge                     |
| Bernard Sulzberger | 05-12-1981    | Australië     |                                     |
| Wouter Wippert     | 14-08-1990    | Nederland     | Team3M                              |
| Stagiairs          |               |               |                                     |
| Brendan Canty      | 17-01-1992    | Australië     |                                     |

## Overwinningen
Nationale kampioenschappen wielrennen
 Australië, Tijdrit, Beloften: Jordan Kerby
New Zealand Cycle Classic
2e etappe: Wouter Wippert
4e etappe: Wouter Wippert
Ronde van Taiwan
3e etappe: Wouter Wippert
Ronde van Japan
Proloog: Will Clarke
2e etappe: Wouter Wippert
Ronde van Kumano
Proloog: Will Clarke
1e etappe: Wouter Wippert
3e etappe: Wouter Wippert
Puntenklassement: Wouter Wippert
Ronde van Iran
2e etappe: Will Clarke
Puntenklassement: Will Clarke
2006 · 2007 (baan) · 2007 · 2008 · 2009 · 2010 · 2011 · 2012 · 2013 · 2014 · 2015 · 2016